# Gavyn Bailey
Gavyn Matthew Bailey (født 29. maj 1998 i Laguna Niguel, Orange County) er en amerikansk singer-songwriter, som i januar 2013 udkom med debutalbummet Sickly in Love. Bailey spiller både på guitar og ukulele.

## Historie
Bailey blev født i 1998 i byen Laguna Niguel, Orange County i det sydlige Californien. Allerede fra fødslen blev det konstateret at den ene nyre ikke fungerede optimalt, og han blev derfor indstillet til en organtransplantation. Denne blev udført da Bailey var tre år gammel, og det var også her at de første spæde skridt som musiker blev gjort. På sygehuset efter transplantationen begyndte han at synge for sine medpatienter på et Fisher-Price legetøjsanlæg.
I sommeren 2012 tog han på en turné i Californien, hvor han spillede på flere store spillesteder og festivaler. I januar 2013 udgav han sit debutalbum Sickly in Love, som gik ind som nummer fire over flest downloads på den amerikanske udgave af iTunes. I marts samme år blev han nomineret til "Best Youth Artist" ved Orange County Music Awards, ligesom han også har været nomineret ved den 34. udgave af Annual Young Artist Awards.

### Danmark
Gavyn Bailey kom i november 2013 til Danmark, hvor han deltog i det danske band Dúnés akustiske del af Wild Hearts Tour. Her spillede han ti koncerter i det meste af landet. På Baileys sidste dag i Danmark, var han blevet inviteret i TV 2 programmet GO' Morgen Danmark i Tivoli, hvor han sammen med Dúné fremførte en akustisk version af "Let's Spend the Night Together", ligesom han med guitarist Mikkel Balle fremførte sit eget nummer "Had Me At Hello", og sammen med forsanger Matt Kolstrup deltog i et længere interview.

## Diskografi

### Albummer
| År                                                               | Album          | Højeste placering | Højeste placering | Højeste placering | Certificering |
| År                                                               | Album          | Download          | Streaming         | Airplay           | Certificering |
| ---------------------------------------------------------------- | -------------- | ----------------- | ----------------- | ----------------- | ------------- |
| 2013                                                             | Sickly in Love | 4                 | —                 | —                 |               |
| "—" markerer en udgivelse der ikke opnåede en hitlisteplacering. |                |                   |                   |                   |               |